# Nederlands Jeugdinstituut
Het Nederlands Jeugdinstituut (NJi) is een Nederlandse organisatie die samen met het Centrum voor Jeugdgezondheid bij het RIVM kennis verzamelt ten behoeve van de Nederlandse jeugdzorgsector. Ook voert het instituut opdrachten uit op het gebied van advisering, onderzoek en innovatie. Het bestaat sinds 1 januari 2007 en is voortgekomen uit twee afdelingen van het voormalige Nederlands Instituut voor Zorg en Welzijn (NIZW). Er zijn anno 2023 ca. 130 mensen in dienst.

## Geschiedenis
In de Nota Kennis, Innovatie, Meedoen constateerde de minister van Volksgezondheid, Welzijn en Sport op 22 september 2003 dat de subsidies die het ministerie gaf aan diverse instellingen voor jeugdzorg waren uitgegroeid tot een weinig samenhangend geheel. Om daarin weer een eenheid aan te brengen zou de landelijke kennis van zorg en welzijn geconcentreerd moeten worden binnen een beperkt aantal organisaties met een duidelijk afgebakend werkterrein. Een van de instituten die voortkwamen uit deze plannen is het Nederlands Jeugdinstituut.

## Activiteiten
Het kenniscentrum van het Nederlands Jeugdinstituut verzamelt, valideert en verspreidt kennis over thema’s als jeugdgezondheidszorg, opvang, jeugdwelzijn, opvoedingsondersteuning, jeugdzorg en jeugdbescherming. Een product van het Nederlands Jeugdinstituut is de databank effectieve jeugdinterventies, die methoden voor jeugdinterventies bevat waarvan de effectiviteit wetenschappelijk is aangetoond.
De afdeling Internationaal volgt ontwikkelingen buiten Nederland en voert twee subsidieprogramma’s uit: Youth in Action van de Europese Commissie en Subsidiefaciliteit voor Burgerschap en Ontwikkelingssamenwerking (SBOS) van het Ministerie van Buitenlandse Zaken.

## Voetnoten
1. ↑  Jeugdinstituut over Nederlands Jeugdinstituut[dode link]
2. ↑  Kennis, Innovatie, Meedoen, Beleid begrotingssubsidies VWS, 22 september 2003